# Benedetto Aloisi Masella
Benedetto Aloisi Masella (né le 29 juin 1879 à Pontecorvo dans le Latium, en Italie, et mort le 30 décembre 1970 à Rome) est un cardinal italien de l'Église catholique du XXe siècle, nommé par le pape Pie XII. Il est un neveu du cardinal Gaetano Aloisi Masella (1887).

## Biographie

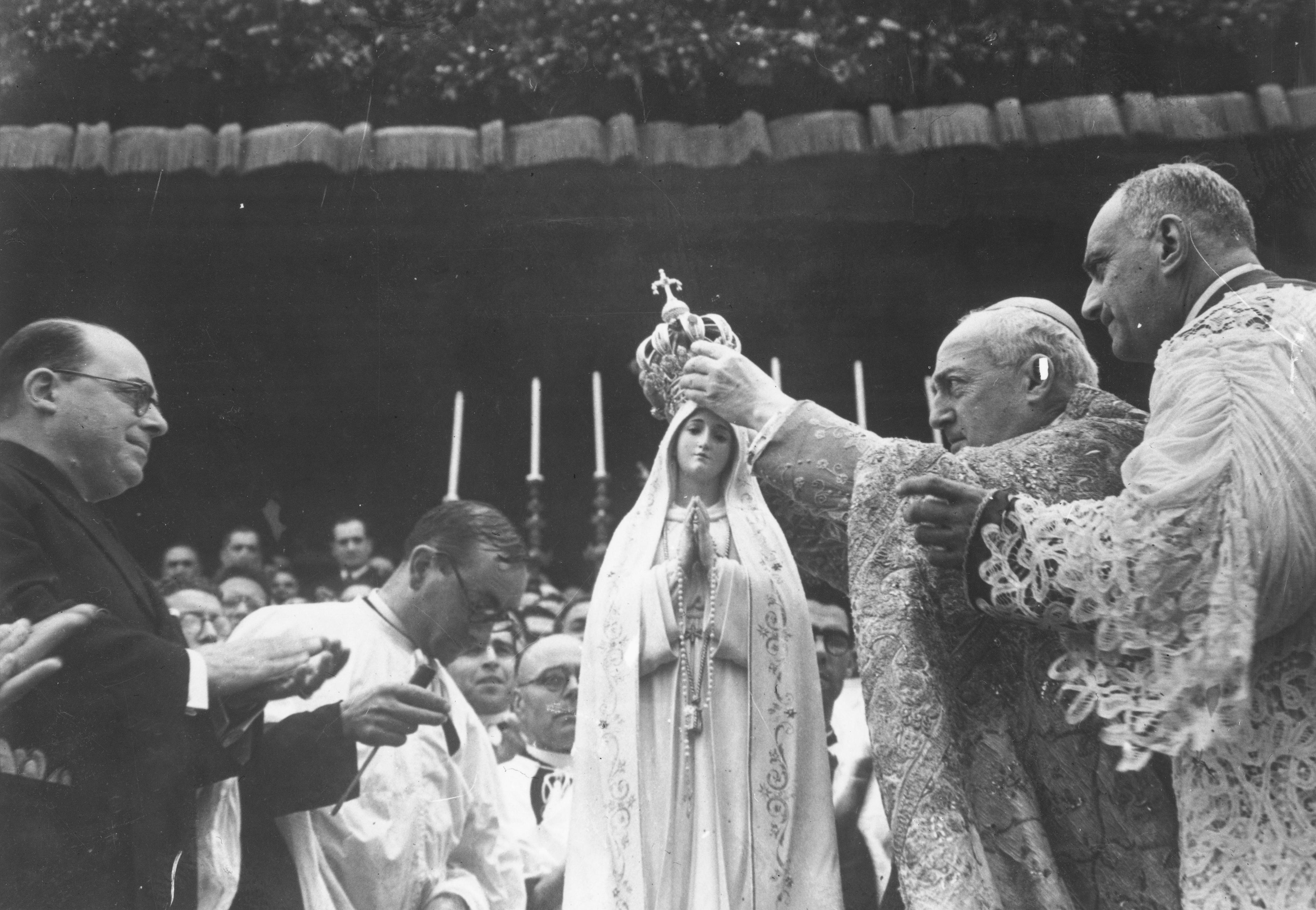
Couronnement de Notre-Dame de Fátima par le Cardinal Masella le 13 mai 1946.

Benedetto Masella exerce des fonctions au sein de la Curie romaine, notamment comme secrétaire de son oncle le cardinal Gaetano Aloisi Masella, au secrétariat d'État, à la nonciature au Portugal (en) et comme nonce apostolique au Chili (en).
Benedetto Masella est élu archevêque titulaire de Césarée-en-Maurétanie (de) en 1919 et est consacré le 21 décembre de la même année par Pietro Gasparri avec comme co-consécrateurs Sebastião Leite de Vasconcelos (pt) et Antonio Maria Jannotta. Il est envoyé comme nonce apostolique au Brésil (en) en 1926.
Le pape Pie XII le crée cardinal au consistoire du 18 février 1946. Cette même année, à l'occasion du troisième centenaire de la consécration du Portugal à la Vierge Marie,  le Cardinal Aloisi Masella, légat pontifical, couronne solennellement la statue de Notre Dame de Fátima, devant 600 000 pèlerins. La couronne est offerte par les femmes portugaises en remerciement de la préservation du Portugal pendant la Seconde Guerre mondiale.
Le cardinal Masella est préfet de la Congrégation pour la discipline des sacrements de 1954 à 1968 et camerlingue de la Sainte Église à partir de 1958. Il participa au conclave de 1958, à l'issue duquel Jean XXIII est élu et au conclave de 1963 (élection de Paul VI). Il participa aussi au IIe concile du Vatican de 1962 à 1965.

## Succession apostolique
Benedetto Aloisi Masella a ordonné les évêques suivants :
- Évêque Prudencio Contardo Ibarra (es), C.SS.R. (1920)
- Évêque Melquisedec del Canto y Terán (es) (1925)
- Évêque Miguel León Prado (es) (1925)
- Évêque Rafael Lira Infante (es) (1926)
- Évêque Arturo Jara Márquez (es), S.D.B. (1926)
- Évêque Carlos Labbé Márquez (es) (1926)
- Évêque Ramón Harrison Abello, O. de M. (1927)
- Archevêque Ettore Felici (it) (1927)
- Évêque Alain Marie Hubert Antoine Jean Roland du Noday, O.P. (1936)
- Archevêque Federico Lunardi (it) (1936)
- Évêque José de Haas (pt), O.F.M. (1937)
- Évêque Eliseu Maria Coroli, B. (1940)
- Évêque Eliseu Maria Coroli, O. Carm. (1940)
- Évêque Pedro Massa (de), S.D.B. (1941)
- Évêque Germán Vega Campón (de), O.S.A. (1941)
- Évêque Felipe Benito Condurú Pacheco (de) (1941)
- Évêque Francisco Xavier Elias Pedro Paulo Rey (pt), T.O.R. (it) (1945)
- Archevêque Antonio Taffi (it) (1947)
- Archevêque Gennaro Maria Prata Vuolo, S.D.B. (1961)
- Évêque Sante Portalupi (1961)
- Évêque Pio Paschini (it) (1962)
- Évêque Giuseppe Rossi (de) (1963)
- Évêque Federico Sargolini (it) (1963)